# La mort en ce jardin
La mort en ce jardin es una película francomexicana que se estrenó en París el 21 de septiembre de 1956 y el 9 de junio de 1960 en México. Se trata de la adaptación de la novela homónima de José-André Lacour. 
Fue dirigida por el director hispano-mexicano Luis Buñuel y producida junto a Oscar Dancigers y Jacques Mage. La productora fue la empresa Dismage y distribuida por Cinédis. En España fue distribuida por la empresa INTER ARTE FILMS S.A, y el doblaje se llevó a cabo en 1986 por Televisión Española (TVE) en Tecnison, S.A en Madrid.
La película cuenta con las actuaciones principales de Simone Signoret como Djin, Charles Vanel como Castin, Georges Marchal como Shark, Michel Piccoli como el padre Lizardi y Michèle Girardon como María.

## Argumento
La película se desarrolla en 1945 en un país imaginario de Hispanoamérica, situado cerca de la frontera con Brasil, y que dispone de ricas minas de diamantes. Cuando el gobierno anuncia la nacionalización de estas minas, estalla la revuelta. El padre Lizzardi (Michel Piccoli) intenta calmar a ambos lados, pero la tensión continúa aumentando. Entre los buscadores se encuentra Castin (Charles Vanel), quien solo sueña con regresar a Francia para abrir un restaurante en Marsella. Espera llevar consigo a Djin (Simone Signoret), una prostituta que se burla de su amor. Venal, Djin traicionó la primera noche la confianza de Shark (Georges Marchal), un aventurero que pasa por la ciudad.Durante una pelea entre los amotinados y la policía, los disparos explotan. Un policía muere y uno de los mineros es herido, arrestado y despedido sin más juicios. La policía está poniendo precio a las cabezas de Shark y Castin, llamándolos líderes de la rebelión. Castin, incluso si es acusado por error, se ve obligado a huir con su hija sorda y muda María (Michèle Girardon). En un barco que sale de la ciudad, se encuentran con Shark, Djin y Lizzardi. Cazando por la policía, se ven obligados a probar suerte en la selva ... donde llega Shark, un aventurero europeo. En el momento en el que llega se está fraguando una revuelta. Los buscadores de diamantes, que han sido despojados de sus riquezas por el corrupto y déspota capitán Ferrero, y se disponen a atacar la guarnición gubernamental. Shark es acusado de robo y se le conduce a la guarnición, pero se produce el ataque, lo que le permite huir. Sin embargo, el ataque es un fracaso, y los rebeldes deben huir también. Shark coincidirá en su huida con algunos personajes curiosos: Castin, un aventurero que se ha hecho rico con los diamantes, la hija sordomuda de éste, María, y Gin, una prostituta que es su amante; un sacerdote, un misionero, un militar y un bandido.
Filmada durante el período en que Buñuel comenzó a consolidarse como una figura prometedora del cine surrealista, La muerte en este jardín propone un reflejo psicológico de la España de Franco, con rebeliones y opresores en abundancia, de la que Buñuel se exilió.
La muerte en el jardín está desarrollado en tres movimientos:
1. El poblado y la vida de los buscadores de diamantes, con sus placeres, sus esperanzas, sus bajezas, su revuelta cuando reciben una orden de expulsión firmada por el gobernador militar de la provincia, etc. En este pequeño mundo tan poco resplandeciente dos personajes se distinguen como singulares: Shark, el aventurero atlético, valiente y realista, y María, una afable muchacha, sordomuda. El resto –el misionero, el anciano padre de María, la prostituta, el traficante, etc.-, valen todos por su egoísmo, su orgullo, su vanidad y su bajeza. Ni siquiera el misionero constituye una excepción. Juega a ser un cura transigente con el exclusivo propósito de introducir, sin que lo parezca, en el espíritu de todo el que se tropieza con él, el mensaje de Cristo llamando a los oprimidos a la resignación: "La rebelión acaba siempre represión...El que a hierro mata a hierro muere."
2. Cinco personajes dispares y hechos para amarse u odiarse, según elijan. Son: Shark, Castin, Lizardi, María y Djin. Se han visto obligados a marcharse del lugar donde residían, convertido de pronto en un infierno, y Chenko, el traficante que llega en su yate. La policía les persigue, Chenko les traiciona. La conciencia de su desvalimiento y el contacto con el sufrimiento no tardarán en reducirles a la elementalidad de un grupo humano cuyo único objetivo es vencer a la muerte. La soledad, el hambre, la lluvia, el frío, la noche, el miedo..., todo transforma el sistema de valores por el que se regían...Solamente Shark prosigue la lucha, avanzando paso a paso por la jungla y dominando la situación con actos concretos. Ante este ejemplo, Lizardi reacciona y pasa insensiblemente de la contemplación y la resignación a la acción: recoge raíces para alimentarse y alimentar a sus compañeros, bebe y da de beber a los demás en el sagrado cáliz (¡para apagar la sed, no para comulgar!), y acaba por decidirse, tras una larga y angustiosa vacilación, a arrancar las páginas de su Biblia para encender fuego. Todos estos gestos de Lizardi demuestran que hay momentos en la vida en los cuales debe abandonarse la sumisión al voto piadoso y a lo que llaman voluntad del Señor, en beneficio de un trabajo concreto y presente...La caridad cristiana bien entendida no puede seguir justificando una actitud contemplativa cuando hay seres que sufren y reclaman auxilio cerca de nosotros.
3. Los restos de un avión que descubre Shark. Todos los pasajeros han perecido en el accidente, pero sus equipajes contienen justo aquello que más necesitan nuestros cinco personajes: alimentos, ropas...e incluso joyas. Con este acontecimiento se invierte súbitamente la situación de los personajes, que olvidan el espíritu de colaboración nacido en ellos por obra de las exigencias de su desgracia, y vuelven a coincidir los cinco con lo que eran "antes". El hallazgo de los restos del avión corresponden, pues, con toda probabilidad, a la llegada de Robinson y Viernes a Inglaterra, ya que como en aquel caso cada uno se convierte nuevamente en un chacal para el otro.

Al final de la película Castin caerá bajo los disparos de Shark, quien gana la libertad en compañía de la hija de aquel a quien acaba de matar en un final, por tanto, convulsivo y no muy convencional.
Se salva por su inocencia, no porque sea sordomuda. Y el aventurero se salva por algo muy distinto: porque está mejor capacitado para las pruebas difíciles, es el más fuerte y tiene más sangre fría. O sea que sobreviven el más fuerte y el más débil. ¿Por qué? No sé. La naturaleza no actúa según las leyes humanas: es ciega

## Reparto y doblaje
- Simone Signoret encarna a Djin, una joven prostituta que acaba acompañando tras el estallido de la revuelta, además de amante de Castin.
- Charles Vanel es Castin, un aventurero que se ha hecho rico con los diamantes, y que solo quiere regresar a Francia para montar un restaurante.
- Georges Marchal como Shark, el joven aventurero al que se le acusa del robo de los diamantes y que por ello debe huir a la selva.
- Michel Piccoli como el padre Lizardi quien intenta calmar a los revelados.
- Michèle Girardon es María, hija de Castin y sordomuda.
- Tito Junco como Chenko.
- Raúl Ramírez como Álvaro.
- Luis Aceves Castañeda como Alberto.
- Jorge Martínez de Hoyos encarna al capitán Ferrero quien persigue a todos los que escapan tras la rebelión.
- Alberto Pedret como teniente.
- Francisco Reiguera como tendero.
- José Muñoz como otro teniente.
- Manuel Dondé como telegrafista.
- Guillermo Hernández como "Lobo Negro".

| Actores originales      | Actores de doblaje      | Personaje       |
| ----------------------- | ----------------------- | --------------- |
| Simone Signoret         | María Antonia Rodríguez | Djin            |
| Charles Vanel           | Francisco Arenzana      | Castin          |
| Georges Marchal         | Carlos Revilla          | Shark           |
| Michel Piccoli          | Roberto Martín          | Padre Lizarli   |
| Michèle Girardon        | Desconocido             | María           |
| Tito Junco              | Javier Franquelo        | Chenko          |
| Raúl Ramírez            | Paco Hernández          | Álvaro          |
| Jorge Martínez de Hoyos | Antonio Medina          | Capitán Ferrero |

## Rodaje
La película comenzó a rodarse en los Estudios Tepeyac y exteriores en Cosamaloapán, Catemaco, Texcoco y Molino de las Flores en México el 26 de marzo de 1956. 
Buñuel tenía la costumbre de tomar una gran cantidad de fotografías de los lugares en los que iba a filmar. Eso es lo que hizo con La muerte en este jardín, lo que indica su interés "documental" a la hora de ambientar los exteriores de sus películas.
El rodaje fue un sufrimiento continuo. porque desde el comienzo hubo dificultades. El productor estaba inquieto por la censura y me pidió que modificara algunas cosas. Simone Signoret, la estrella, se sentía incómoda porque Montand estaba lejos de ella, en Italia, y quería reunirse con él; buscaba cualquier pretexto para volver a Europa...En el rodaje se cambiaban tantas cosas que había que reescribir las escenas minutos antes de echar a andar la cámara, y además Gabriel Arout tenía que traducir el texto al francés. Sufrí mucho con la muchacha que interpretaba a la muda, Michele Girardon, que estaba en el cine porque así lo querían sus padres y, desde luego, lo ignoraba todo del oficio. Las pasé negras. Al terminar el rodaje estaba harto y ni siquiera me ocupé de la música. Les dije que pusieran la que quisieran. 
Yo creo que Simone Signoret no tenía ningún deseo de hacer La mort en ce jardin, prefiriendo quedarse en Roma con Yves Montand. Tenía que pasar por Nueva York para ir a México, y deslizó en su pasaporte documentos comunistas, o soviéticos, esperando ser rechazada por las autoridades norteamericanas...,que le dejaron pasar sin hacerle la más mínima observación. Como se mostraba bastante turbulenta durante el rodaje, distrayendo a los otros actores, pedí un día al maquinista jefe que cogiera su cinta métrica, midiese una distancia de cien metros a partir de la cámara y colocara allí las sillas de los actores franceses. 
Buñuel tampoco estaba del todo satisfecho con el guion escrito por Luis Alcoriza, por lo que el director continuó reescribiéndolo cada noche durante el rodaje, que duró solo tres semanas, e incluso llamó a Raymond Queneau, un amigo, que se une a él en México durante dos semanas para ayudarlo en esta tarea.
Recuerdo sobre todo los dramáticos problemas de guión, que es lo peor de todo. No conseguía resolverlos. A menudo, me levantaba a las dos de la madrugada para escribir durante la noche escenas que, al amanecer, le daba a Gabriel Arout para que corrigiese mi francés. Debía rodarlas durante el día. Raymond Queneau vino a pasar quince días en México para intentar —en vano— ayudarme a resolver la situación. Recuerdo su humor, su delicadeza. Nunca decía: «Eso no me gusta, no es bueno», sino que comenzaba siempre sus frases con un: «Me pregunto si...»… 
Según las declaraciones de Buñuel, La muerte en este jardín no era un film muy de su agrado. Sin embargo, el filme tenía suficientes alicientes para Buñuel. En primer lugar, unos hombres y mujeres, todos de muy diferentes mentalidades, colocados en una situación límite, una huida a través de la selva; en segundo, algunos personajes propicios para la revelación o la furia buñuelianas (el cura, la prostituta, el proscrito, la muda, el militar); en tercero, algunas situaciones insólitas, casi surrealistas (la vuelta constante al punto de partida, los atuendos lujosos y el champaña en plena jungla).

## Análisis y crítica[5]
La muerte en este jardín es un poco diferente a la carrera del director. De hecho, es una película de aventuras formalmente muy clásica, y se puede ver cómo el cineasta usa imágenes fuertemente simbólicas para marcar en la película de su huella. También hay algunos grandes principios de puesta en escena queridos por Buñuel, así como su visión de la sociedad, la religión y el hombre. La muerte en este jardín está lejos de ser el único ejemplo de este tipo en una carrera cuyo aspecto fantástico y el surrealismo se recuerdan con mayor frecuencia. A Luis Buñuel siempre le ha gustado la forma novelística, y recordamos, por ejemplo, sus adaptaciones más o menos felices de Robinson Crusoe y Stormwind Heights. 
La primera parte de la película se centra en la revuelta de los mineros, un aspecto social que se encuentra en muchos de las películas de Buñuel. Como de costumbre, el cineasta no abandona una visión binaria de la sociedad. Por lo tanto, los representantes de la policía se unen violentamente a la rebelión, toman decisiones arbitrarias, son corruptos ... ¿pero la decisión de nacionalizar los recursos del país no es legítima? De manera similar, los buscadores defienden su única fuente de ingresos, pero son ellos los que disparan los primeros disparos, derriban a un oficial de policía y, por lo tanto, desatan la espiral de violencia. El beneficio es lo que los guía y no ningún pensamiento político, con la excepción de uno de los líderes que cree en su discurso fuertemente comunista, un discurso que, lógicamente, debería haberlo llevado a defender la decisión del gobierno. Así, Buñuel muestra la complejidad de las cuestiones políticas y sociales, pero de forma ligera y discreta, sin que este aspecto tenga prioridad sobre la aventura y los personajes. Él pone esto en el corazón de la película, particularmente cuidando sus comentarios, incluso jugando en una iconización cuando se trata de organizar las primeras apariciones de Shark y Lizzardi, al presentar a estos dos personajes como los pilares de la historia.
Luis Buñuel trabaja en una caracterización inmediata y muy fuerte de los personajes, así como en una narración que no desordena con digresiones. Así es como un plan simple y unas pocas líneas de diálogo son suficientes para describir a Castin, un anciano que vive en la fantasía de un nuevo comienzo y que ya no puede sentir el miedo pegado a su estómago. De la misma manera, Buñuel nos presenta una sorprendente economía de medios: la mujer venal y sin escrúpulos, el aventurero Tiburón, el padre Lizzardi, el astuto Chenko ... todos también se representan rápidamente y toman su lugar natural en un mundo delicuescente y corrupto en el que reina el dinero supremo. Perspectivas sólidas y significativas, diálogos breves y directos, efectividad narrativa, personajes icónicos: utilizando resortes del cine clásico, Buñuel impulsa la película con un ritmo agitado y animado al instalar un sistema que llegará a contradecirse en una increíble segunda parte. 
La segunda parte sumerge a los personajes Lizzardi, Shark, Maria, Castin y Djin en una fantasía de la jungla. En sintonía con la naturaleza, el hambre y la muerte, gradualmente revelarán su verdadera naturaleza, olvidando lo que la sociedad ha hecho de ellos y redescubriéndose a sí mismos. Primero vistos por el espectador como monolítico o icónico, estos personajes se vuelven más complejos a medida que se alejan de la sociedad. Entregados a sí mismos en una naturaleza hostil, abrumados por la desesperación y el miedo, llenos de dudas, terminan reaprendiendo para vivir juntos, para entenderlo, redescubren el valor, la moral, la solidaridad ... todo que la sociedad de los hombres ha perdido por la ley de los más fuertes (la policía que dispara a los manifestantes), el reino del dinero (la extracción de diamantes sobre la que se construyó la ciudad) y los dogmas. (La religión colonialista encarnada por el padre Lizzardi).
Esta liberación, este renacimiento de personajes tiene lugar en una naturaleza que se ha vuelto casi irreal. Luis Buñuel muestra cómo refleja sus dudas, sus obsesiones, sus estados de ánimo a través de algunas escenas extrañas, inusuales e impenetrables: las alimañas que cubren a la serpiente, el cabello de María que cuelga de las ramas, el grupo apretándose en el hueco de 'un árbol madre mientras cae la lluvia, diluviano, Djin vestido de noche en medio de la carcasa de un avión cubierto por la jungla ... Estas imágenes brillantes muestran una jungla ambivalente, hermosa y peligrosa. A veces parece que el grupo ha descubierto el Edén (Buñuel no deja de jugar en esta lectura bíblica), pero a la vuelta del próximo plan estamos de vuelta en el infierno verde. Si esta inmersión en lo desconocido puede ser regenerativa para algunos, también puede ser fatal para otros. Encontrarse fuera de la sociedad, solo frente a uno mismo y las responsabilidades, puede ser un renacimiento o un fin para aquellos que no pueden caminar por este camino. 
Yo sólo me propuse filmar una historia de aventuras que permitiera observar comportamientos de personajes más o menos civilizados en medio de la naturaleza y en situación de peligro. El único personaje que se compromete con los mineros es Marchal. También Vanel, [Castin]al principio, pero luego retrocede… Me interesa, como siempre, ver cómo las circunstancias van a hacer cambiar a los personajes. Es como meterlos en un caldo de cultivo. En ocasiones se puede comprobar que gente muy inteligente y civilizada, ante una situación de peligro común, se vuelve brutal, se animaliza. Y al revés. A unos la experiencia los mejora, a otros los empeora… Es algo que no sólo ocurre en la selva. El conflicto de los personajes de El ángel exterminador es semejante... y ocurre en un suntuoso salón.
Si Luis Buñuel se adhiere en esta magnífica segunda parte a la complejidad y la ambigüedad de los personajes, continúa liderando su película a un ritmo acelerado. La muerte en este jardín es, por lo tanto, una excelente película de aventuras combinada con un reflejo, ciertamente ligero y un poco concordado, sobre la ceguera y la codicia del hombre. Desde las minas hasta el collar que se encuentra en los escombros del avión, alrededor de los diamantes se hacen y se destruyen vidas humanas. Esta visión crítica de la sociedad humana hace que la película trascienda el género, acercándose a películas como El tesoro de la Sierra Madre, La reina africana o El hombre que quiso ser rey, las tres obras maestras de John Huston.
Pero también es una película donde puedes divertirte para encontrar los temas y las obsesiones de Buñuel, incluso si es uno de sus logros menos personales. El juego de encontrar la marca de un gran autor en una película de control es tan esperado y fácil como divertido. Además, apreciamos ver aquí y allá vislumbres emblemáticas del universo de Buñuel: sus destellos de visión (Lizzardi y su cáliz en las profundidades de la selva, las hormigas, la serpiente en descomposición, un ojo perforado ...), su gusto por los detalles (Lizzardi se limpia discretamente las manos manchadas de sangre mientras está junto a la cama de un prisionero herido, Shark lanza un dedo de honor a la policía), sus extravagantes diálogos (Lizzardi le recuerda un recuerdo de su el aprendizaje religioso y terminando su monólogo de forma extraña " Mi madre se llama María ") o su forma de deslizarse hacia el absurdo (un hombre moribundo que es arrastrado al pelotón de fusilamiento, Djin en traje de noche, Belleza perdida en el infierno verde ...). Y luego, por supuesto, esta forma iconoclasta y profunda en que el cineasta, de una familia burguesa y creyente, trata la cuestión religiosa.
Si a todo esto le añadimos una excelente foto de Jorge Stahl Jr. y un reparto de tres estrellas, en la que el joven Michel Piccoli responde a una bella e inquietante Simone Signoret y un excelente Charles Vanel en su papel de hombre roto. Por vida, parece difícil resistirse al encanto de la Muerte en este jardín, esta película de aventuras exóticas bastante única en su tipo.

## Lanzamiento
Calificación por edades
No recomendada para menores de doce años (09/07/2013) 125min (video), no recomendada para menores de trece años (18/09/2008) 125min (video), no recomendada para menores de trece años (21/02/2008) 125min (video).

## Recepción
La película obtuvo una recaudación de 13.136,28€ y la vieron 36.554 espectadores.